# Борго Бонина (Асти)
Борго Бонина је насеље у Италији у округу Асти, региону Пијемонт.
Према процени из 2011. у насељу је живело 73 становника. Насеље се налази на надморској висини од 197 м.